# Achionaspis hainanensis
Achionaspis hainanensis är en insektsart som beskrevs av Hu 1986. Achionaspis hainanensis ingår i släktet Achionaspis och familjen pansarsköldlöss. Inga underarter finns listade i Catalogue of Life.